# Pasquale Giannattasio
Pasquale Giannattasio (ur. 5 stycznia 1941 w Giffoni Valle Piana, zm. 2 marca 2002 w Ostii w Rzymie) – włoski lekkoatleta, sprinter, halowy mistrz Europy z 1967.

## Przebieg kariery
Zwyciężył w sztafecie 4 × 100 metrów na igrzyskach śródziemnomorskich w 1963 w Neapolu (sztafeta włoska biegła w składzie: Livio Berruti, Giannattasio, Sergio Ottolina i Armando Sardi).
Zajął 7. miejsce w sztafecie 4 × 100 metrów (w składzie: Berruti, Ennio Preatoni, Ottolina i Giannattasio) na igrzyskach olimpijskich w 1964 w Tokio. Odpadł w półfinale biegu na 60 metrów na europejskich igrzyskach halowych w 1966 w Dortmundzie. Na mistrzostwach Europy w 1966 w Budapeszcie zajął 8. miejsce w finale biegu na 100 metrów. Doznał wówczas kontuzji, która uniemożliwiła mu start w sztafecie 4 × 100 metrów.
Zwyciężył w biegu na 50 metrów na  europejskich igrzyskach halowych w 1967 w Pradze, wyprzedzając reprezentantów Związku Radzieckiego Aleksandra Lebiediewa i Wiktora Kasatkina.
Zdobył złoty medal w sztafecie 4 × 100 metrów (w składzie: Ippolito Giani, Preatoni, Giannattasio i Carlo Laverda) oraz srebrny medal w biegu na 100 metrów na igrzyskach śródziemnomorskich w 1967 w Tunisie. Odpadł w półfinale biegu na 50 metrów na europejskich igrzyskach halowych w 1968 w Madrycie.
Giannattasio był mistrzem Włoch w biegu na 100 metrów w latach 1965–1967 oraz w sztafecie 4 × 100 metrów w 1964.
19 lipca 1964 w Annecy ustanowił rekord Włoch w sztafecie 4 × 100 metrów z czasem 39,3 s. 15 października 1967 w Meksyku dwukrotnie wyrównał rekord Włoch w biegu na 100 metrów rezultatem 10,2 s.

## Rekord życiowy
- 100 m – 10,26 s. (pomiar elektroniczny)[1]